# Konwejer
Konwejer (z ang. conveyor – taśmociąg) – standardowa metoda przesłuchań przez NKWD i inne policje polityczne w krajach komunistycznych (Polska – UB i Informacja Wojskowa, Węgry – ÁVH, NRD – Stasi, Czechosłowacja – StB, Rumunia – Securitate i tak dalej) w okresie stalinizmu. Przez konwejer przeszli między innymi generał Leopold Okulicki, podpułkownik Władysław Minakowski, fizyk Aleksander Weissberg-Cybulski.
Konwejer służył wydobyciu od przesłuchiwanego przyznania się do spreparowanych oskarżeń poprzez przesłuchiwanie go bez przerwy przez wiele dni i nocy przez kilku zmieniających się oficerów śledczych. Brak snu, zimno, głodowe posiłki stanowiły presję na więźnia, której w praktyce nikt nie potrafił na dłuższą metę się oprzeć. Konwejer zastosowano po raz pierwszy na szeroką skalę w Związku Radzieckim podczas wielkiej czystki i stosowano następnie jako standardową metodę przesłuchań.
Celem konwejera nie było uzyskanie informacji, lecz psychiczne złamanie więźnia i zmuszenie go do samooskarżania się. W przypadku, gdy śledczy nie mieli czasu na długotrwałą technikę konwejera lub gdy zależało im istotnie na wydobyciu z przesłuchiwanego jakichś informacji, stosowano bicie i tortury (zamiast lub łącznie z konwejerem).
Metodę konwejera po raz pierwszy opisał XVI-wieczny autor Hipolit de Marsiliis jako skuteczny sposób uzyskania zeznań bez stosowania tortur. W XVII wieku bardzo chętnie stosował ją w Anglii Matthew Hopkins, który nazywał siebie „naczelnym łowcą czarownic” – konwejer umożliwiał mu uzyskiwanie pożądanych zeznań bez obawy posądzenia o naruszenie praw zabraniających stosowania tortur (lub je ograniczających). Z tych samych powodów (zakaz stosowania tortur) konwejer upowszechniał się później w kolejnych krajach.